# Ptelina
Ptelina là một chi bướm ngày thuộc họ Lycaenidae.